# Gesoriacum
Gesoriacum est le nom antique de la ville actuelle de Boulogne-sur-Mer qui aurait pris le nom de Bononia au IIIe siècle. Gesoriacum aurait désigné la ville basse de Boulogne et Bononia la ville haute. Cette distinction est contestée par certains.
Certains historiens tel Camille Jullian, dans son Histoire de la Gaule, ont identifié Portus Itius, cité par Jules César dans La Guerre des Gaules, comme lieu d'embarquement de son armée sur les galères lancées vers les côtes du Kent pour tenter de conquérir la Bretagne, à l'actuelle basse-ville de Boulogne-sur-Mer.
Une autre hypothèse est que le point d'embarquement des troupes romaines vers l'Angleterre pourrait être une plage aujourd'hui ensablée située à douze milles au nord de Boulogne, sur le site actuel de Wissant. Les modifications importantes du littoral de la mer du Nord dans ce secteur (remblaiement) ont recouvert les sites portuaires de l'époque.
D'autres historiens encore, tel Guy Licoppe, s'appuyant sur les recherches minutieuses d'Albert Grisart, identifient Portus Itius au cap Blanc-Nez.
Mais faute de découverte archéologique incontestable, la localisation de Portus Itius est toujours discutée.

## Toponymie
Bourdellès montre que les deux noms de Gesoriacum et Bononia sont attestés simultanément dès le premier siècle de notre ère : ils doivent désigner deux quartiers différents de Boulogne.
Pour Bourdellès, l'origine des deux noms est celtique :
- Bononia, que l'on peut interpréter par le mot irlandais apparenté bun c'est-à-dire fondement, base, pied d'un mont, et qui a un équivalent gallois.
- Gaesoriacum, nom composé dont le second élément -[o]r-[i] est jugé obscur mais le premier élément contient gaesum, mot gaulois que les Romains utilisaient avec le sens de « javelot ». Dans son usage toponymique chez les Gaulois, le mot mettait probablement en œuvre une métaphore analogue à notre « éperon », pour signifier une hauteur s'avançant au-dessus d'un terrain bas. La finale -iacum représente sans doute le suffixe -(i)acum localisant à l’origine.

Contrairement aux théories habituellement mises en avant, l'auteur en tire logiquement la conclusion que la ville haute prit le nom de l'éperon sur lequel s'est bâti le camp romain, c'est-à-dire Gesoriacum, et Bononia, qui s'imposera finalement, désignait selon lui la ville basse, c'est-à-dire le port .

## Histoire

### Gesoriacum auIersiècle
Le site de l’actuelle ville de Boulogne était habité primitivement par les Morins, peuple celte. À l’époque historique, leur territoire était limité : au nord, par le cours de l’Aa et de la Lys ; à l’Est, par celui de la Clarence ; au Sud, par la Canche. Virgile (Enéide, VIII, 727) les a qualifiés d’extremi hominum Morini, formule qui a été reprise avec quelques variantes par d’autres auteurs latins. Le Portus Itius mentionné au livre V, 5 de la Guerre des Gaules, est localisé dans l’estuaire de la Liane, l’histoire de Boulogne commence avec la première expédition de César dans l’île de Bretagne (l’actuelle Grande-Bretagne), en 55 avant notre ère, expédition décrite dans la Guerre des Gaules. L’estuaire de la Liane était alors beaucoup plus large et profond, bien protégé par les falaises de Châtillon et de la Tour d’Odre qui s’avançaient plus loin en mer, séparées par un goulet orienté vers l’Ouest. Recouvrant l’actuel quartier de Capécure, il s’étendait des falaises d’Outreau jusqu’au pied du plateau de la ville haute et offrait un havre suffisamment vaste et abrité pour accueillir une flotte importante. Pour sa seconde expédition en Bretagne, en l’an -54, César y aurait réuni plus de 800 vaisseaux. César aurait pu installer son camp à l'emplacement actuel de la vieille ville. Cette dernière ne s'est appelée Bononia (nom d'origine celtique) que postérieurement. Dès cette première tentative, le destin de Boulogne a été lié à l’intérêt porté par Rome à l’île de Bretagne. Les expéditions de César n’ont pas eu de suites immédiates et son successeur, Auguste, retenu par des tâches de pacification en Espagne et dans les Alpes, ainsi que par les campagnes de Germanie, dut remettre à plus tard la conquête de l’île. Cependant, la convergence vers l’estuaire de la Liane de grandes voies stratégiques lors de la mise en place du réseau routier de la Gaule du Nord, atteste que le projet n’était pas abandonné et témoigne du choix de ce site portuaire comme base de départ bien avant l’expédition de 43.

#### La construction de la tour d'Ordre
C'est à Boulogne que les Romains, sous l'ordre même de Caligula selon Suétone (Vie de Caligula, chap. XLVI), construisirent une tour « d'une hauteur prodigieuse... à l'instar du Pharos », vers 39, en vue d'une campagne contre les Celtes du pays de Galles, les Silures. Cette construction témoigne de l'importance que les Romains attachaient à ce site portuaire. Boulogne resta célèbre jusqu'au Moyen Âge pour ce phare romain, la tour d'Ordre, placé sur la haute falaise près de la plage, qui consistait en une tour de maçonnerie avec des étages se rétrécissant et au sommet de laquelle brûlait un feu.

#### Le point de départ pour la conquête de la Bretagne

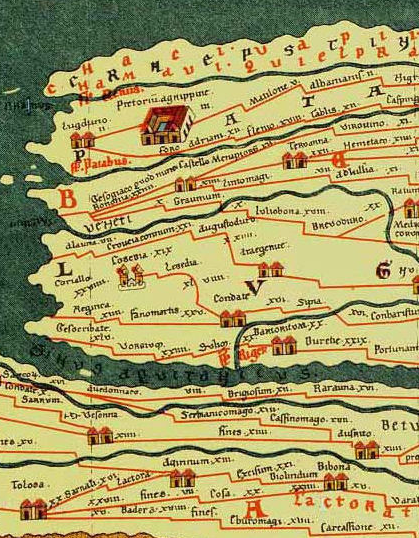
Extrait de la carte de Peutinger où figure Gesoriacum / Bononia

En 43 la flotte de l'empereur Claude, conquiert effectivement la Bretagne. Point de passage par lequel s’effectuaient les liaisons militaires et commerciales avec la nouvelle province, siège du portorium et station du cursus publicus, Gesoriacum devenait également la base d’une flotte permanente qui fut du Ier au IIIe siècle, le siège de la Classis Britannica, flotte militaire romaine assurant le contrôle du Pas de Calais. Elle était le terminus de la via Agrippa de l'Océan.
Sous Auguste, l’organisation administrative de la Gaule a fait du pays des Morins une cité avec Tarvenna (Thérouanne) pour chef-lieu. Alors que cette ville, sans rôle économique important et située dans une région de peuplement moins dense que le littoral, n’a connu qu’un développement médiocre, Gesoriacum, port militaire et port commercial doté d’un poste de douanes, a dû à sa situation de devenir la ville la plus prospère de la cité des Morins. Elle semble même avoir joui d’une certaine autonomie au Ier siècle, ainsi que l’atteste la mention d’un pagus Gesoriacus qui n’apparaît plus par la suite,.

### Gesoriacum auIIesiècle
La présence à Gesoriacum d’un camp militaire en dur construit dans le premier quart du second siècle de notre ère, apparaît comme une exception dans une Gaule pacifiée, à une époque où les troupes sont cantonnées aux frontières. Le choix de cet emplacement s’explique par la situation du port, lieu d’embarquement privilégié vers la Bretagne au point de convergence des grands axes routiers stratégiques qui conduisent vers le Rhin et l’Italie. La base navale qui y fut établie n’appartenait pas à un système continental, mais constituait un élément du dispositif militaire de la Bretagne romaine à partir duquel les escadres pouvaient ravitailler les différents ports de l’île.

### Rôle de Gesoriacum auIIIesiècle
Comme la grande majorité des villes de Gaule, la ville rejoint la confédération de l'Empire des Gaules comme en témoigne l’abondance des monnaies de Postume (260-268) et de Tetricus (269-274) trouvées dans l’enceinte du camp de la ville haute. À la fin du IIIe siècle, le préfet Carausius, d'origine ménapienne, commandant de la flotte de Gesoriacum s'allia aux Francs, fit sécession de l'Empire et prit le contrôle de la Bretagne et du Nord de la Gaule. Le nouveau tétrarque, Constance Chlore, ne parvint à reprendre la ville de Gesoriacum qu'après un siège long et difficile et qui l’obligea à fermer l’entrée du port pour empêcher l’arrivée de renforts. Si l’on en croit le panégyriste qui écrit : « aussitôt après que la nécessité et la confiance en votre générosité eurent mis un terme au siège », Gesoriacum ne fut pas emportée d’assaut, mais se rendit à Constance en 294, et il lui fallu encore deux ans pour éliminer de Gaule le reste des troupes révoltées et préparer une invasion de la Bretagne. Sa flotte partit de Gesoriacum en 296 divisée en deux groupes, l'un dirigé par Constance en personne, l'autre par son préfet du prétoire, Julius Asclepiodotus. Un brouillard épais contraint la flotte de Constance Chlore à revenir en Gaule, mais permit à la flotte d'Asclepiodotus de débarquer sans être repéré et de reconquérir la Bretagne.
La cité des Morins fut scindée à la fin du IIIe ou au début du IVe siècle, Bononia devint autonome.
Zosime précise que Bononia (Boulogne) était germanique à la fin du IVe siècle (Bononia germanorum). Il est en effet avéré que les côtes de la Manche et de la mer du Nord (mare germanicum, litus saxonicum de Malbrancq) ont été colonisées à partir du IVe siècle par les Saxons qui ont laissé, particulièrement dans l'arrière-pays boulonnais, leurs traces dans la toponymie.

## Vestiges
Peu de vestiges subsistent de Gesoriacum. La vieille ville de Boulogne-sur-Mer est ceinte de remparts édifiés entre 1227 et 1231 à l'emplacement exact des limites du castrum de Bononia. Les remparts forment un quadrilatère percé de quatre portes, leurs soubassements remontent à l'époque romaine (camp de la Classis Britannica).
Le recul du trait de côte sous l'action de la mer a érodé la falaise et le 29 juillet 1644, un bloc de falaise de craie s'effondra, emportant une partie de la tour d'Ordre dont des vestiges étaient visibles jusque 1930.
Des vestiges pouvant être ceux d'un quartier général romain ont été identifiés par des archéologues dans la haute-ville actuelle de Boulogne en 1980.

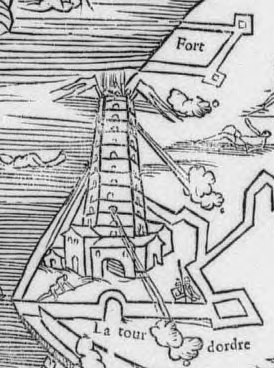
La tour d'Ordre en 1550 par Pierre Haultin (collection d'Anville, Gallica).
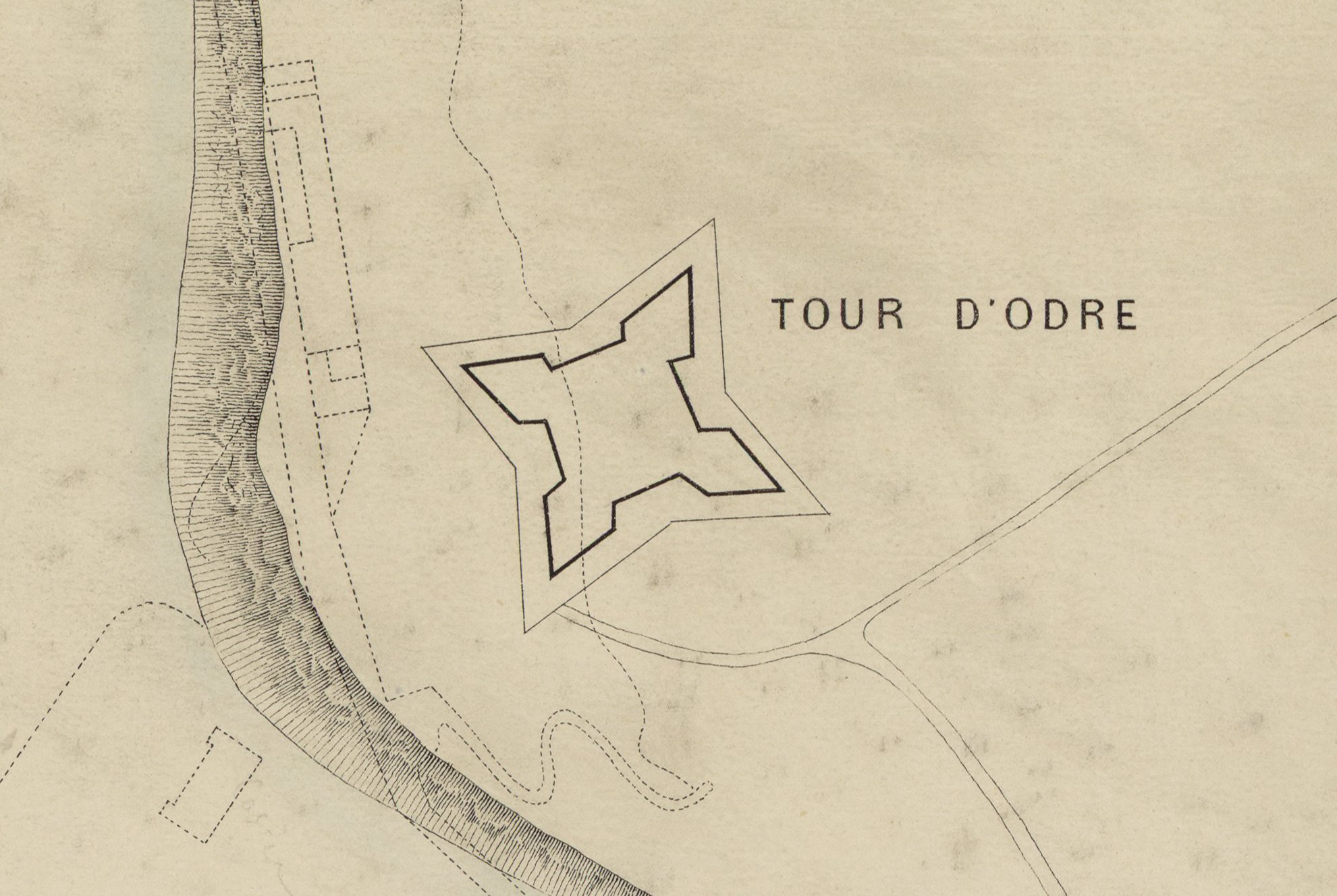
Tour d'Ordre, sur un Plan du port et de la ville de Boulogne en 1544 (source Gallica).
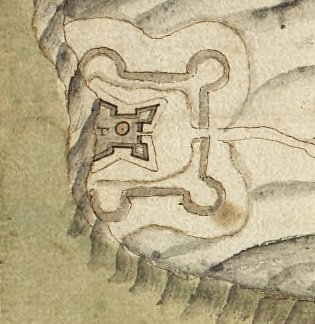
Tour d'Ordre au XVIIIe siècle.